# The Sisters (film 2005)
The Sisters è un film del 2005, basato su Tre sorelle di Anton Chekhov.

## Trama
Tre sorelle ed un fratello nella New York contemporanea, ognuno con il proprio bagaglio di problemi e ferite personali, realizzano un nucleo familiare apparentemente unito, ma in realtà in perenne conflitto irrisolto. Olga (Mary Stuart-Masterson) è la repressa sorella maggiore, Marcia (Maria Bello) è l'inquieta e appassionata sorella intermedia e Irene (Erika Christensen) è la più vulnerabile ed iperprotetta sorella minore. Le emozioni inespresse e i ricordi rimossi esplodono prepotentemente ad ogni occasione di incontro, felice o drammatica che sia, in cui il gruppo si ritrova riunito dopo la morte del loro ingombrante padre. Un mistero in realtà avvolgeva il loro lontano passato, solo apparentemente sereno, e la sua rievocazione sbloccherà e riavvicinerà per sempre le tre sorelle. Ogni famiglia ha infatti sempre i suoi profondi segreti.